# Bucky Pizzarelli
Bucky Pizzarelli (Paterson, New Jersey, 1926. január 9. – 2020. április 1.) amerikai dzsesszgitáros.

## Pályakép
John Pizzarelli dzsesszgitáros és a nagybőgős Martin Pizzarelli apja volt. Zenésztársa volt Benny Goodmannek, Les Paulnak, Stéphane Grappelli és Antônio Carlos Jobimnak.
A héthúros gitár páratlan mestere. Nagyon személyes, eredeti stílust alakított vele ki. A New Jersey állambeli Saddle Riverben élt feleségével, Ruth-nal.

## Lemezek
(válogatás)
- Green Guitar Blues (1972) + mit George Duvivier, Don Lamond
- Plays Bix Beiderbecke Arrangements by Bill Challis (1972)
- A Flower for All Seasons (1973)
- Zoot Sims with Bucky Pizzarelli (1976)
- Buck and Bud (1977) + mit Bud Freeman, Hank Jones, Bob Haggart, Ronnie Traxler
- The Cafe Pierre Trio (1982) + Russ Kassoff, Jerry Bruno
- Contrasts (1998) + John Pizzarelli
- Manhattan Swing: A Visit With the Duke (1999)
- Banu Gibson & Bucky Pizzarelli Steppin’ Out (2002, + Brian Ogilvie, Jon-Erik Kellso, Connie Jones, David Boeddinhaus, Bill Huntington, Jake Hanna)
- 5 for Freddie: Bucky's Tribute to Freddie Green (2006) + John Bunch, Warren Vaché, Jay Leonhart, Mickey Roker
- Generations (2006) + John Pizzarelli
- Family Fugue (2010) + John Pizzarelli
- Challis in Wonderland (2011), + John Pizzarelli, Jerry Bruno

## Díjak

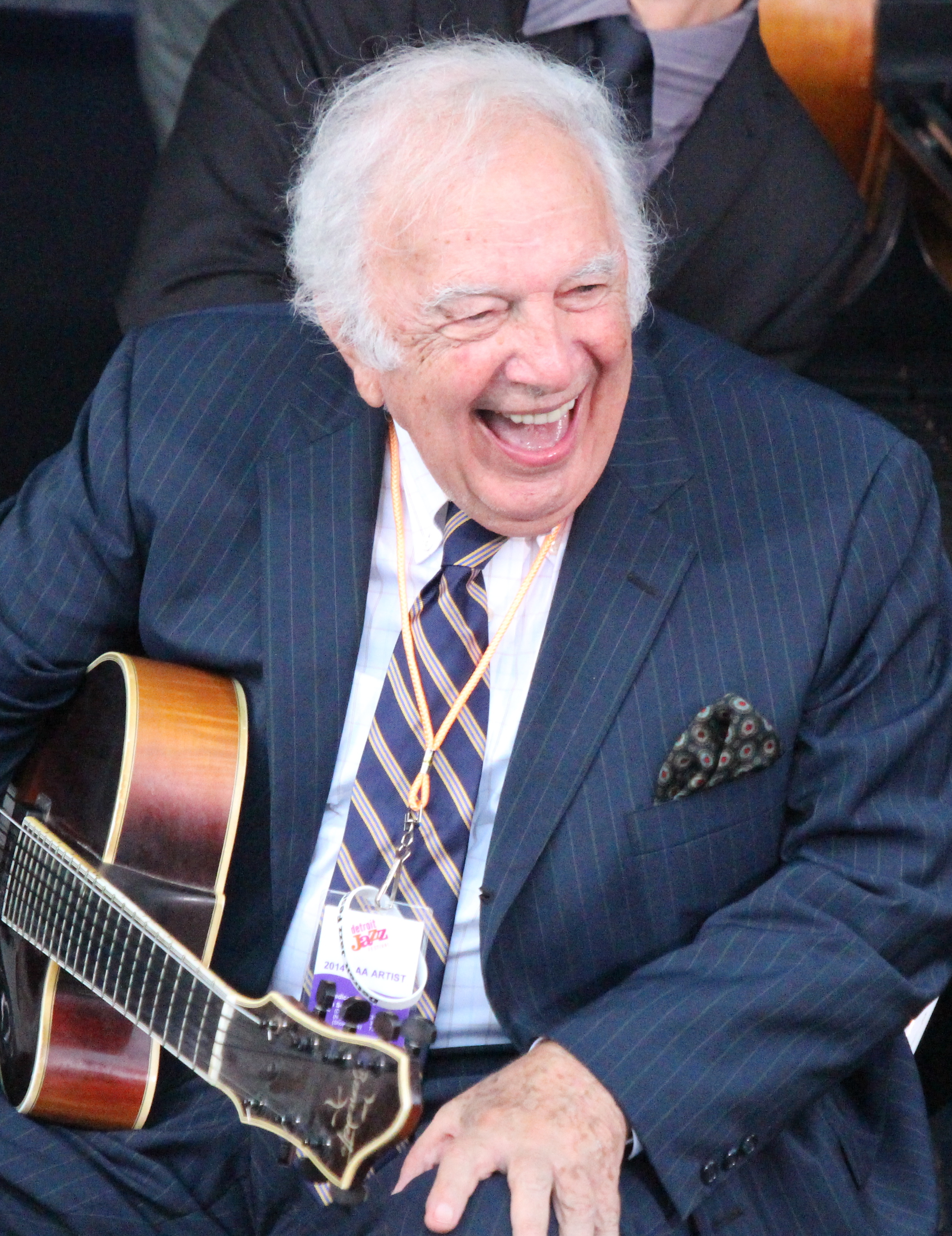

- Lifetime Achievement Award, MAC Awards, 2002
- Jazz Wall of Fame, ASCAP, 2005
- New Jersey Hall of Fame, 2011